# 河野秋武
河野 秋武（こうの あきたけ、1911年〈明治44年〉10月8日 - 1978年〈昭和53年〉3月17日）は、日本の俳優。旧芸名は山崎 進蔵。

## 来歴・人物
長崎県南高来郡安中村新港（現在の島原市）の生まれ。父は公務員で、六人兄弟の次男として生まれる。県立島原中学（現長崎県立島原高等学校）から東京物理学校（現東京理科大学）に進学するが1930年（昭和5年）11月に中退、1931年（昭和6年）11月に前進座のプロレタリア演劇研究所に入ったのち、前進座の座員として舞台に立つ一方、1933年（昭和8年）に前進座ユニット出演の映画『段七しぐれ』に顔出し出演する。
1939年（昭和14年）に応召、1940年（昭和15年）8月に除隊し前進座に復帰。1942年（昭和17年）3月に退団して東宝演劇研究会に参加する。同年『ハワイ・マレー沖海戦』に出演、1943年（昭和18年）から東宝専属で映画を主な活動の場にする。黒澤明のデビュー作『姿三四郎』、『一番美しく』、『続姿三四郎』、『虎の尾を踏む男達』、『わが青春に悔なし』など立て続けに起用される。特に『わが青春に悔なし』では、時流に乗って検事となり、権力を行使する残忍な悪役を演じる。以降は、痩身で神経質な役で性格俳優として評価を確立。1947年（昭和22年）のオムニバス映画『四つの恋の物語』の第4話「愛のサーカス」では愛人を曲芸の最中に殺害する空中ぶらんこ乗りを主演、また谷口千吉監督の『銀嶺の果て』では悪役から一転し、三船敏郎扮する強盗犯に逃亡の道案内を強要される登山家を演じ、その知性的な演技によりたちまち脚光を浴びる。しかし、この頃に折からの東宝争議のために河野は、俳優の嵯峨善兵や監督の山本薩夫らと共に自発的に東宝を退社。
フリーの俳優として、以降は松竹・大映・東映・日活の映画にそれぞれ出演する。テレビドラマへも初期から活躍し、『私は貝になりたい』や『白い巨塔』など、多くの作品に出演した。映画は1973年（昭和48年）の『宮本武蔵』が最後の出演。その後は胃潰瘍で伊東市内の病院に入院していたが、1978年（昭和53年）3月17日午後1時52分に脳血栓のため死去した。66歳没。
一般社団法人映像コンテンツ権利処理機構においては不明権利者とされている。

## 出演歴

### 映画
- 段七しぐれ （1933年、新興キネマ）
- 人情紙風船 （1937年、P.C.L.）
- 阿部一族 （1938年、東宝）
- ハワイ・マレー沖海戦 （1942年、東宝） - 斎藤班長[2]
- 姿三四郎 （1943年、東宝） - 壇義麿
- 一番美しく （1944年、東宝） - 鼓笛隊の先生
- 加藤隼戦闘隊 （1944年、東宝）
- 雷撃隊出動 （1944年、東宝） - 村上
- 四つの結婚 （1944年、東宝）
- 續姿三四郎 （1945年、東宝） - 桧垣源三郎
- 北の三人 （1945年、東宝）
- 虎の尾を踏む男達 （1945年、東宝） - 伊勢義盛
- わが青春に悔なし （1947年、東宝） - 糸川
- 四つの恋の物語 第4話「愛のサーカス」（1947年、東宝） - 富蔵
- 銀嶺の果て （1947年、東宝） - 本田
- 名探偵ヒロシ君 （1947年、東宝教育映画） - 大石先生
- わが愛は山の彼方に（1948年、東宝）
- また逢う日まで （1950年、東宝）
- 日本戦歿学生の手記 きけ、わだつみの声 （1950年、東横映画） - 河西一等兵
- 黎明八月十五日 （1952年、東映） - 吉田順吉
- ひめゆりの塔 （1953年、東映） - 仲栄間先生
- 花の生涯 彦根篇 江戸篇 （1953年、松竹） - 多田一郎
- 山椒大夫 （1954年、大映） - 太郎
- 忠臣蔵 花の巻・雪の巻（1954年、松竹）- 原惣右衛門
- 新・平家物語 （1955年、大映） - 平六
- 六人の暗殺者（1955年、日活） - 中岡慎太郎
- 続･警察日記（1955年、日活） - 久松静児 - 斎藤巡査
- 姉妹 （1955年、中央映画）- 近藤健作
- 赤穂浪士 天の巻 地の巻（1956年、東映） - 目玉の金助
- 幕末太陽傳 （1957年、日活） - 鬼島又兵衛
- 川上哲治物語 背番号16 （1957年、日活） - 川上哲治の父
- 点と線 （1958年、東映） - 土屋刑事
- 大東京誕生 大江戸の鐘（1958年、大曽根辰保監督、松竹）- 川路
- 大菩薩峠（東映） - がんりきの百蔵
  - 大菩薩峠 第二部 （1958年）
  - 大菩薩峠 完結篇 （1959年）
- 壮烈新選組 幕末の動乱 （1960年、東映） - 山本仙之助
- 大いなる旅路 （1960年、東映）
- 多羅尾伴内 七つの顔の男だぜ （1960年、東映） - 荒尾重吉
- 反逆児 （1961年、東映） - 減敬
- あれが港の灯だ （1961年、東映）
- 山河あり (1962年、松竹)
- 事件記者シリーズ （東映） - 毎朝新聞の記者・大木
  - 恐怖の魔女 （1962年）
  - 殺人鬼の誘惑 （1963年）
- 忍者秘帖 梟の城 （1963年、東映） - 黒阿弥
- 特別機動捜査隊 （1963年、東映）
- 丹下左膳 (1963年、松竹京都)
- 座頭市関所破り （1964年、大映） - 加藤五郎太
- ぜったい多数（1965年、松竹）
- 野良犬 （1966年、大映）
- 天下の快男児（1966年・松竹)
- 日本大侠客 （1966年、東映） - 塩谷源之助
- 兄弟仁義 続・関東三兄弟 （1967年、東映） - 不動王仁三郎
- 日本暗黒史 血の抗争 （1967年、東映） - 甲七五郎
- 新網走番外地 流人岬の血斗 （1969年、東映） - 後藤田信太郎
- 妖艶毒婦伝 お勝兇状旅 （1969年、東映） - 真壁主計
- 橋のない川 第二部 （1970年、ほるぷ映画） - 中津元次郎
- 二人だけの朝 （1971年、東宝） - 中沢修平
- 懲役太郎 まむしの兄弟 （1971年、東映） - 金五郎
- 宮本武蔵 （1973年、松竹） - 木村助九郎

### テレビドラマ
- どたんば （1956年、NHK）
- 山一名作劇場「次郎物語」 （1956年、NTV）
- 私は貝になりたい （1958年、KRT）-　小宮教誨師
- 松本清張シリーズ・黒い断層 第1-3回 「紐」 第19-24回「蒼い描点」 （1960年、KRT）
- 阿部一族 （1961年、NTV）
- あしあと（1961年、NHK）
- ゼロの焦点 （1961年、CX）
- 悔いなき煩悩 （1962年、NET）
- 煙の王様 （1962年、TBS）
- 松本清張シリーズ・黒の組曲 第35回 「破談変異」 （1962年、NHK）
- 図々しい奴（1963年、TBS） - 東京市長　尾崎行雄
- 真実一路 （1963年、NTV）
- PR野郎 （1964年、CX） - 海野良蔵
- 徳川家康 （1964年、NET）
- 三匹の侍（CX）
  - 第4シリーズ 第6話「血と砂金」（1966年） - 九鬼織部
  - 第5シリーズ 第4話「狼が死んだ」（1967年） - 大杉十蔵
  - 第6シリーズ 第12話「土は哭いていた」（1968年） - 名主 弥右衛門
- 泣いてたまるか 第9話「おお独身くん!」（1966年、TBS）
- 新吾十番勝負（1967年、TBS / 松竹テレビ室）- 鹿島佐吉
- 白い巨塔 （1967年、NET）
- 三姉妹 （1967年、NHK） - 木田尚平
- 銭形平次 第67話「捕縄の誓い」（1967年、CX / 東映）
- 素浪人 月影兵庫 第2シリーズ 第25話「忍びの者が待っていた」（1967年、NET / 東映） - 河野道三
- 幕末姉妹 （1968年、CX / NMC）
- 天と地と （1969年、NHK） - 松永弾正
- 霧のロマン 小樽の女 （1969年、NET/ 東映）
- 水戸黄門（TBS / C.A.L）
  - 第1部 第14話「反逆者の群れ -讃岐-」（1969年） - 庄司助右衛門
  - 第4部 第14話「落ちて来たおしら様 -弘前-」（1973年4月23日） - 伍平
- 男は度胸 （1970年 - 1971年、NHK）
- グランド劇場（NTV）竹千代と母（1970年） - 平手政秀
- 柳生十兵衛 第4話「剣と槍」（1970年、CX） - 甚兵衛
- 徳川おんな絵巻 （KTV / 東映）
  - 第5話「お転婆娘の御殿奉公」・第6話「お初の仇討ち」（1970年） - 片岡左吾衛門
  - 第31話「嵐の中の女」（1971年） - 長山右膳
- 大忠臣蔵 （1971年、NET / 三船プロ） - 奥田孫太夫
- 遠山の金さん捕物帳（NET / 東映）
  - 第42話「追いつめられた男」（1971年） - 笹沢頼母
  - 第87話「首を狙った男」（1972年） - 小谷新兵衛
  - 第109話「瓜二つの女」（1972年） - 山城屋善兵衛
- ターゲットメン 第8話「大草原の血闘」（1971年、NET / 東映）
- 仮面ライダー 第38話「稲妻怪人エイキングの世界暗黒作戦」（1971年、MBS / 東映） - 関俊彦博士
- 荒野の素浪人 （NET / 三船プロ）
  - 第6話「略奪 眠れる埋蔵金」（1972年） - 愚庵
  - 第59話「謀略 皆殺しの砦」（1973年） - 藤兵衛
- 一心太助 第23話「三河物語異聞」（1972年、フジテレビ / 国際放映） - 大垣三郎衛門
- 北信濃絶唱 （1972年、TBS / 大映テレビ）
- 紫頭巾 第8話「名刀は深夜に消えた」（1972年、12ch / 松竹） - 世阿弥
- お祭り銀次捕物帳 第8話「幽霊大泥棒」（1972年、CX / 東映） - 茂兵衛
- 忍法かげろう斬り 第7話「辻斬り将軍」（1972年、KTV / 東映） - 甚兵衛
- 大江戸捜査網 第70話「女隠密 故郷へ帰る」（1972年、12ch / 日活） - 弥助
- 青春をつっ走れ 第15話「恋のためならそれでもいいさ!」(1972年、CX/松竹) -北川政治
- 怪談 第2話「牡丹燈籠」（1972年、MBS）- 良石
- 達磨大助事件帳 第5話「獄門台の赤い雨」（1977年、ANB / 前進座 / 国際放映） - 葛西屋善兵衛
- 同心部屋御用帳 江戸の旋風II 第42話「人質を取り返せ！」（1977年、CX / 東宝） - 藤兵衛